# از آنچه از قبل بوده
از آنچه از قبل بوده (تاگالوگ: Mula sa Kung Ano ang Noon و انگلیسی: From What Is Before) یک فیلم درام به کارگردانی لاو دیاز محصول کشور فیلیپین است که در سال ۲۰۱۴ میلادی منتشر شد. مدت زمان فیلم ۵ ساعت و ۳۸ دقیقه است. فیلم به صورت سیاه و سفید فیلمبرداری شده است. رخدادها، در یک دهکدهٔ دور افتادهٔ فیلیپین در اوایل دههٔ ۱۹۷۰ میلادی؛ در دوران دیکتاتوری فردیناند مارکوس می‌گذرد.
فیلم، نخستین‌بار در ۳ ژوئیه ۲۰۱۴ در فیلیپین به نمایش درآمد و در اوت ۲۰۱۴ موفق به کسب جایزه یوزپلنگ طلایی بهترین فیلم از جشنواره معتبر فیلم لوکارنو شد. «لاو دیاز»، پس از کسب این جایزه آن را به پدرش تقدیم کرد گفت: او عاشق سینما بود و این عشق را به من تسرّی داد. وی این جایزه را متعلق به مردم فیلیپین و سپس تمام فیلمسازان جهان از جمله «پدرو کاستا» کارگردان پرتغالی دانست.
این فیلم علاوه‌بر کسب جایزه اصلی این رویداد سینمایی، جایزه فیپرشی (انجمن بین‌المللی منتقدین فیلم) و جایزه فدراسیون بین‌المللی انجمن‌های فیلم را به همراه جایزه کیفیت زندگی جشنواره، از آن خود کرد.

## خلاصه داستان
در لحظات ابتدایی فیلم صدایی روی صحنه مشخص می‌کند که وقایعی که به دنبال آن می‌آیند «بر اساس زندگی واقعی» خلق شده‌اند اما «از حافظه و خاطرات نشأت می‌گیرند».
داستان فیلم حول محور زندگی مردم فقیر روستایی در یکی از دور افتاده‌ترین مناطق کشور فیلیپین پیش از اعلام حکومت نظامی در سال ۱۹۷۲ است.
در مرکز این منطقه دور افتاده یک طرز فکر روحانی وجود دارد که بر پایهٔ این باور شکل گرفته است که ژوزفینا، زن جوانی با بیماری روانی، دارای قدرت شفابخشی است. ژوزفینا که تحت مراقبت خواهر بسیار مهربان و دلسوز خود به سر می‌برد، هنگامی که وقایع مرموزی شروع به آزاراندن اجتماع می‌کنند، بیشتر موجب شیفتگی و افسون شدن آنها می‌شود. این وقایع شامل تکه‌تکه کردن گاوها به شکلی غیرقابل توضیح و آتش‌سوزی‌های بی مقدمه‌ای می‌شود که کلبه‌های زیادی را در تاریکی شب نابود می‌کنند. راهب محلی اتکای ساکنین به ژوزفینا را رد می‌کند. چوپان خوش نیتی به نام سیتو راز شومی را دربارهٔ پدر و مادر خواهرزادهٔ کوچک اش از او پنهان می‌کند، پدر و مادری که بچه فکر می‌کند به جزیرهٔ جذامی‌ها تبعید شده‌اند. حقیقت سرنوشت آنها یکی از چندین آشکار سازی ای است که با گذشت فیلم آشکار می‌شود...